# Hans Mahl
Hans Mahl (* 17. Juli 1909 in Münchsmünster; † 25. November 1988 in Oberkochen) war ein deutscher Physiker und Spezialist für Elektronenmikroskopie.

## Leben
Hans Mahl wurde im Juli 1909 in Münchsmünster in Oberbayern geboren. Er studierte von 1930 bis 1934 Physik an den Technischen Hochschulen München, Danzig und Berlin. Danach kam er als wissenschaftlicher Mitarbeiter zum AEG-Forschungsinstitut in Berlin-Reinickendorf. Er arbeitete in der Physikalischen Abteilung von Ernst Brüche auf den Gebieten der Elektronenmikroskopie und der Emissionsforschung. 1937 wurde er an der TH Berlin zum Dr.-Ing. promoviert. Seine Dissertationsschrift lautete Elektronenoptische Kathodenabbildung in einer Gasentladung. Mahl gehörte dem AEG-Forschungsinstitut bis zu dessen Besetzung durch die russischen Truppen im Frühjahr 1945 an.
Zusammen mit Hans Boersch gelang ihm 1939 die erste Laborrealisierung des ersten Durchstrahlungs-„Übermikroskops“ (wie seinerzeit das Elektronenmikroskop genannt wurde). 1940 stellten beide das erste elektrostatische Übermikroskop im Robert Koch-Institut in Berlin vor.
Für seine Verdienste erhielt er 1941 mit sechs weiteren Pionieren der Elektronenmikroskopie die Silberne Leibniz-Medaille der Preußischen Akademie der Wissenschaften.
Mahl war einer der ersten Anwender des Elektronenmikroskops in Metallurgie, Kolloidchemie, Botanik, Bakteriologie und Medizin. Das im Dezember 1944 fertiggestellte Manuskript erschien erst 1951 als Monographie „Elektronenmikroskopie“ (zusammen mit Erich Goelz).
Nach dem Zweiten Weltkrieg arbeitete Mahl von 1947 bis 1953 beim Süddeutschen Laboratorium (SDL) in Mosbach, das Ernst Brüche zunächst mit Unterstützung der AEG gegründet hatte und leitete. Das SDL stellte die ersten Elektronenmikroskope mit elektrostatischen Linsen mit der Bezeichnung EM8-2 her, das unter dem Markenzeichen AEG-Zeiss vertrieben wurde. Nachdem die AEG 1953 aus dem Firmenverbund ausschied und Zeiss die Produktion nach Oberkochen verlagerte, wurde Mahl bei der Firma Carl Zeiss langjähriger Leiter der Abteilung für Elektronenmikroskopie und Elektronenoptik. Diese Position hielt er bis zu seinem Ruhestand 1973 inne.
Hans Mahl starb im 80. Lebensjahr in Oberkochen.

## Ehrungen
- 1940: Preis der Lilienthal-Gesellschaft für Luftfahrtforschung (zus. mit Carl Ramsauer, Ernst Brüche, Walter Schaffernicht).
- 1941: Silberne Leibniz-Medaille (Berlin).
- 1975: Ehrenmitglied der Deutschen Gesellschaft für Elektronenmikroskopie

## Veröffentlichungen
Hans Mahl hat zahlreiche Veröffentlichungen zur Elektronenmikroskopie vorgelegt.
- 1938: Elektronenoptische Kathodenabbildung in einer Gasentladung, Dissertation, Leipzig
- 1951: Elektronenmikroskopie (zusammen mit Erich Goelz), Leipzig.